# Mapourika
Mapourika – jezioro znajdujące się na Wyspie Południowej Nowej Zelandii, w regionie West Coast. Jest największym jeziorem w tym regionie. Leży pięć kilometrów na północ od Lodowca Franciszka Józefa i uchodzi do laguny Okarito. Mapourika jest jeziorem polodowcowym, powstałym podczas ostatniego zlodowacenia. Odkąd woda z topniejącego lodowca już do niego nie wpływa, jest ono zasilane wodą deszczową spływającą z otaczających je lasów. Zawarta w niej tanina nadaje jezioru charakterystyczny ciemny kolor. Jako że wiatr wieje ponad szczytami Alp Południowych, woda w jeziorze jest spokojna, odbijają się w niej drzewa rosnące nad jego brzegami.